# Sân bay Yei
Sân bay Yei là một sân bay ở thành phố Yei, bang Trung Equatoria, Nam Sudan.

## Vị trí
Sân bay Yei nằm ở phía tây nam của Nam Sudan, gần biên giới quốc tế với Uganda và Cộng hòa Dân chủ Congo. Sân bay nằm về phía đông bắc của khu trung tâm thành phố.
Vị trí này cách Sân bay Quốc tế Juba khoảng 135 km (84 mi) về phía tây nam. Sân bay Yei nằm ở độ cao 831 mét (2.726 ft) trên mực nước biển và có một đường băng không trải nhựa.